# Disc gruixut
El disc gruixut és un dels components estructurals d'aproximadament dos terços de totes les galàxies del disc, inclosa la Via Làctia. Es va descobrir per primera vegada a les galàxies exteriors visibles des de la vora. Poc després, es va proposar com una estructura galàctica única a la Via Làctia, diferent del disc prim i l'halo en l'article de 1983 de Gilmore & Reid. Se suposa que domina la densitat numèrica estel·lar entre 1 i 5 quiloparsecs (3.3 i 16.3 kly) per sobre del pla galàctic i, al veïnatge solar, es compon gairebé exclusivament d'estrelles més antigues. La seva composició química i la cinemàtica (les de les estrelles que la componen) també la distingeixen del disc prim. En comparació amb el disc prim, les estrelles de disc gruixut solen tenir nivells significativament més baixos de metalls, és a dir, l'abundància d'elements diferents de l'hidrogen i l'heli.
El disc gruixut és una font d'evidència cinemàtica i química primerenca per la composició d'una Galàxia i així és considerat com a component molt significatiu per entendre la formació de la galàxia.
Amb la disponibilitat d'observacions a distàncies més allunyades del Sol, més recentment, s'ha posat de manifest que el disc gruixut de la Via Làctia no té la mateixa composició química i d'edat en tots els radis galàctics. En canvi, es va trobar que és pobre en metalls a dins del radi solar, però es torna més ric en metalls fora d'ell. A més, les observacions recents han posat de manifest que l'edat estel·lar mitjana de les estrelles del disc dur disminueix ràpidament a mesura que es mou des del disc intern a l'exterior.

## Origen
S'han proposat diversos escenaris per a la formació d'aquesta estructura, que inclouen:
- Els discos gruixuts provenen de l'escalfament del disc prim[8][9]
- És el resultat d'un esdeveniment de fusió entre la Via Làctia i una galàxia nana massiva[3]
- Les estrelles més energètiques migren cap a l'exterior des de la galàxia interior per formar un disc gruixut a radis més grans[10][11]
- El component pla de la galàxia forma un disc gruixut amb grans desplaçaments cap al vermell, i un disc prim es forma més tard[12][13]
- L'engrosament del disc en la direcció vertical es produeix juntament amb el creixement del disc des de l'interior cap a l'exterior[14][15]

## Disputa
Encara que la presència d'un disc gruixut s'esmenta en una gran quantitat d'obres, i la pròpia estructura es considera característica de les galàxies de disc, la naturalesa del disc gruixut no es compleix completament.
La visió del disc gruixut com un component separat ha estat qüestionada per una sèrie de documents que descriuen el disc galàctic amb un espectre continu de components amb diferents gruixos.